# Kryptomeria

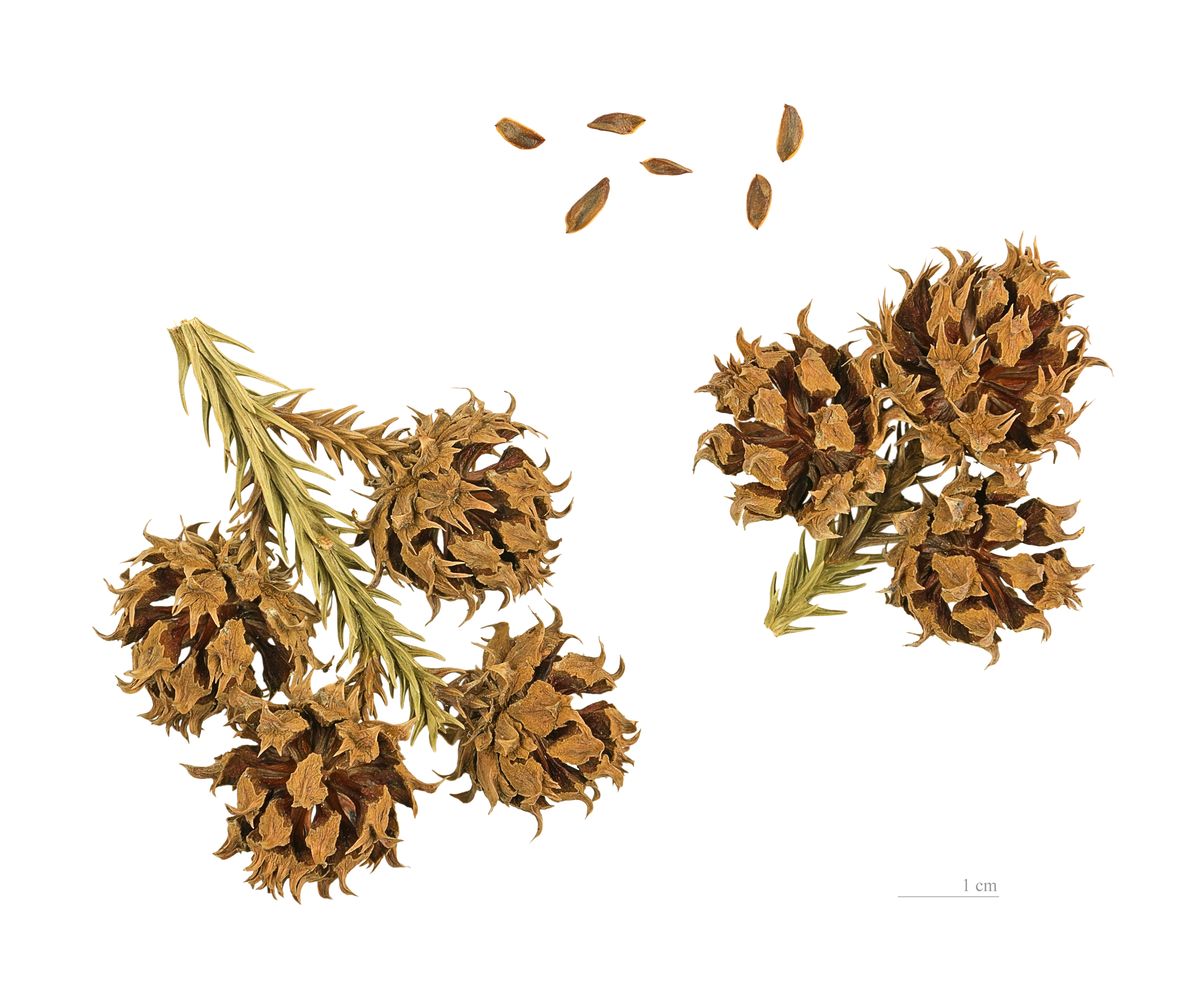
Cryptomeria japonica

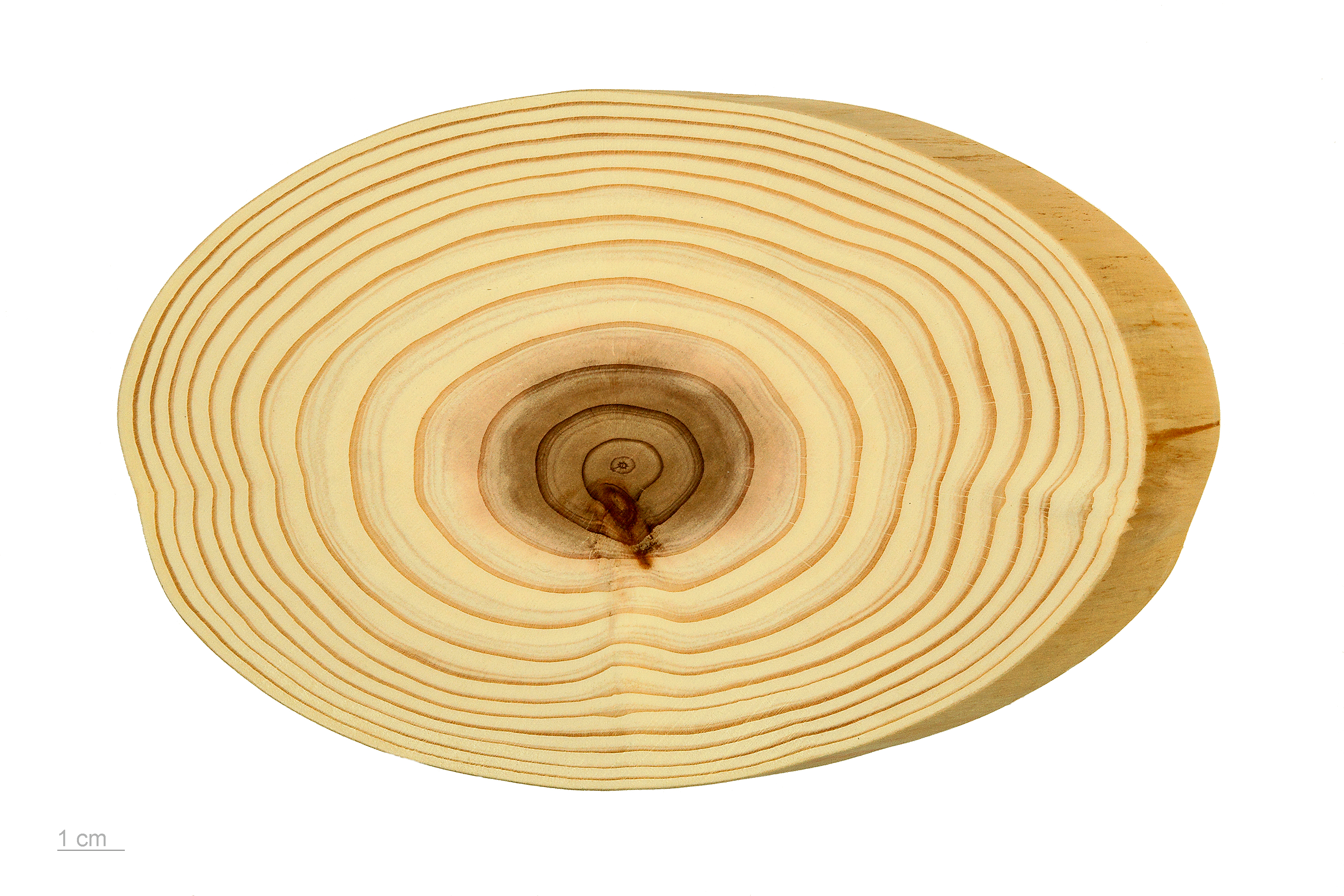
Cryptomeria japonica

Kryptomeria eller sugi (Cryptomeria japonica) är en barrträdsart i familjen cypressväxter som kan bli upp till 50 meter hög.
Tidigare ingick kryptomeria i familjen sumpcypressväxter, men hela den familjen ingår numera i cypressväxterna. Arten är den enda i släktet Cryptomeria (Kryptomeriasläktet).
Arten förekommer i Japan ursprungligt på Honshu, Shikoku, Ogasawaraöarna och Osumiöarna. På grund av intensivt skogsbruk är vilt växande kryptomeria glest fördelad över de nämnda öarna. Det mest ursprungliga beståndet hittas på Yakushima med exemplar som är äldre än 1000 år.
Kryptomeria ingår vanligen i städsegröna skogar. Andra barrträd i samma skogar är bland annat momigran, Tsuga sieboldii, japansk ädelcypress och Torreya nucifera. Lövträd som ingår i samma skogar är till exempel Trochodendron aralioides, Distylium racemosum, kamelia (Camellia japonica), Magnolia compressa, arter av eksläktet, arter av släktet Daphniphyllum och lagerväxter. Undervegetationen utgörs av olika buskar och dessutom finns klätterväxter som Hydrangea petiolaris eller Toxicodendron orientale. Typiskt för skogarna är även ormbunkar som släktet Hymenophyllum samt bladmossor och levermossor. Klimatet i regionen är tempererat med regelbundet regnfall.
Trä från kryptomeria används mycket i det japanska skogsbruket och arten är det vanligaste trädet som planteras med cirka 44 procent av alla planterade träd. För flera hundra år sedan introducerades kryptomeria i Kina och i några regioner som på Taiwan har arten ersatt de inhemska barrträden. Träet har flera olika användningsområden som husbyggen och möbelkonstruktion. Under historien användes barken för täckning av tak. Barken blev fram till 2000-talet vanligare som växtfibrer för olika ändamål. Kryptomeria infördes även som prydnadsväxt i Europa och Nordamerika, främst i trädgårdar och stadsparker. Utan tillsyn kan arten sprida sig snabbt genom frön och avläggning.
Ursprungliga bestånd är sällsynta på grund av skogsavverkningar. I några områden är oklart vad som är planterat och vad som är vilda exemplar. IUCN listar den vilda populationen därför som nära hotad (NT).